# 里奧基托
里奧基托是哥倫比亞的城鎮，位於該國西部，由喬科省負責管轄，距離首府基布多211公里，始建於1801年，面積700平方公里，海拔高度89米，2005年人口6,069。
5°31′00″N 76°45′00″W / 5.51667°N 76.75°W